# تشوي جين-هان
تشوي جين-هان (هانغل: 최진한) هو لاعب كرة قدم كوري جنوبي في مركز الوسط، ولد في 22 يونيو 1961 في جينجو في كوريا الجنوبية. شارك مع منتخب كوريا الجنوبية لكرة القدم. أما مع النوادي، فقد لعب مع جيجو يونايتد ونادي سول.

## وصلات خارجية
- تشوي جين-هان على موقع الاتحاد الدولي (مؤرشف)  (الإنجليزية)
- تشوي جين-هان على موقع دوري كوريا الجنوبية (الإنجليزية)
- تشوي جين-هان على موقع قاعدة بيانات كرة القدم.إي يو (الإنجليزية)
- تشوي جين-هان على موقع ناشيونال فوتبول تيمز (الإنجليزية)
- تشوي جين-هان على موقع Soccerway.com (الإنجليزية)